# 国際天文学連合
国際天文学連合（こくさいてんもんがくれんごう、英：International Astronomical Union：IAU）は、世界の天文学者で構成されている国際組織。国際学術会議 (ISC) の下部組織となっている。

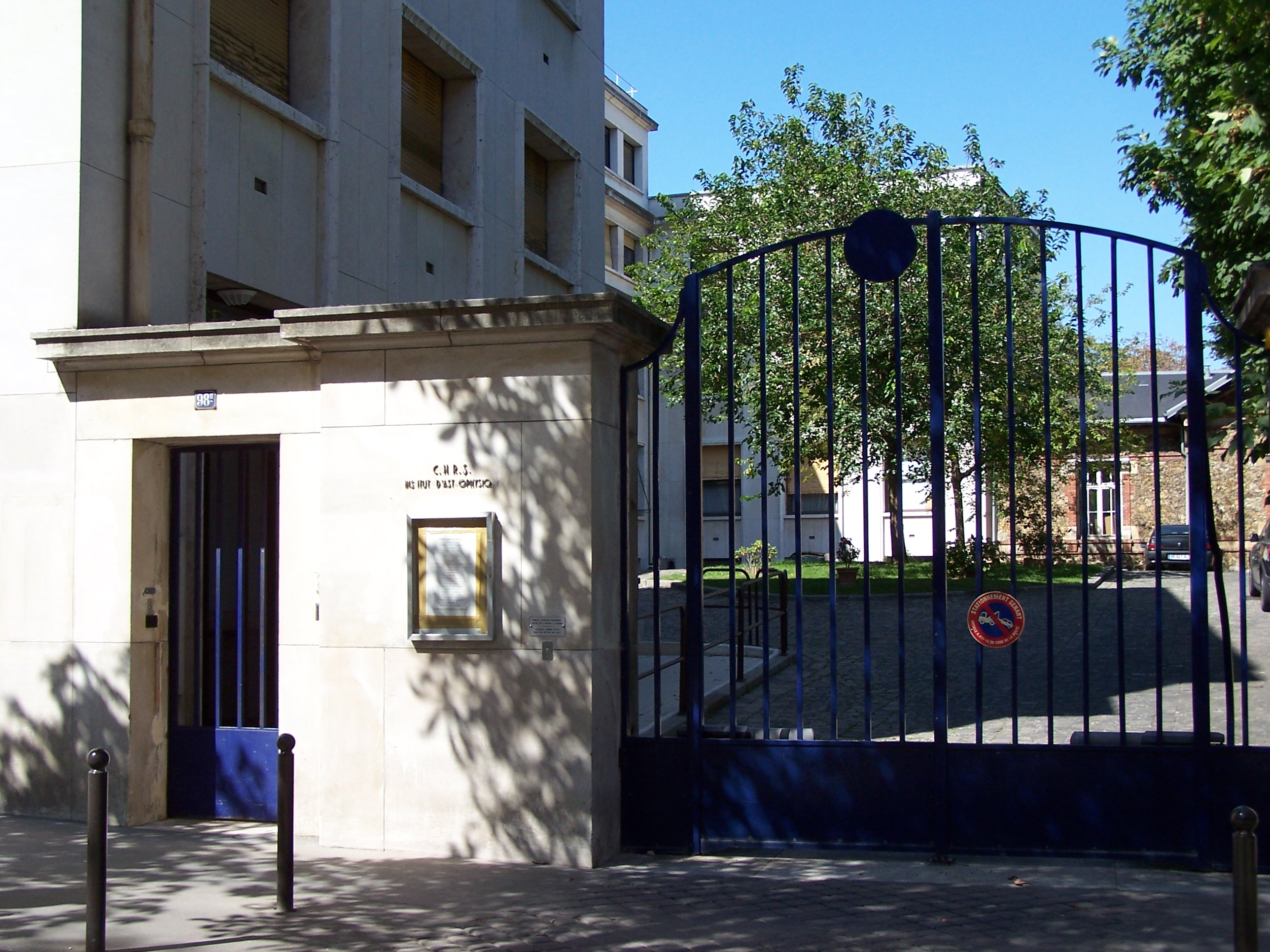
パリ天体物理学研究所の入り口。この敷地の一角に国際天文学連合の本部が置かれている。

## 概要
IAUは1919年に多くの団体を統合して設立された。最初の会長にはフランスのバンジャマン・バイヨーが選出された。2019年現在、会員として、13,129人の天文学者などの個人会員と82の国家会員が所属している。本部 (Headquarter) の事務局は、フランスのパリのアラゴ通り (Bd Arago) にある。
恒星や惑星、小惑星、その他の天体とその地形に対する命名権を取り扱っており、その命名規則のために専門作業部会が設けられている。IAUは1920年以来天文電報の発行業務にも関わっており、ハーバード大学地球惑星物理学教室が運営している天文電報中央局 (Central Bureau for Astronomical Telegrams; CBAT) について支援していたが、2015年に第6委員会が解散したことによりCBATへの支援を終えている。

## 組織

IAUは（国家会員に指定された）82ヶ国のメンバー組織から構成される

国際天文学連合の活動の多くは、天文学の分野ごとに分けられた8の分科会 (Division) を通じて行われる。各分科会の下部には更に細かい研究領域ごとに35の委員会 (Commission) が存在し、委員会の下部に個別の研究テーマに関連した85のワーキンググループ (Working Group) がある。
総会 (General Assembly) は、様々な国を開催地として3年ごとに開催され、IAU 全体の活動方針に関する討議や研究発表などが行われる。これ以外に、欧州、アジア太平洋、ラテンアメリカの各地域では地域会議 (Regional Meeting) も開かれている。これよりも小規模な研究会議として、シンポジウムやコロキウムも随時開催されている。

## 分科会と委員会
2012年8月の北京での総会で部会 (Division) の見直しが行われ、それまで12あった部会が以下の9つに統合された。
- Division A : 基本天文学 (Fundamental Astronomy)
- Division B : 施設、技術、データサイエンス (Facilities, Technologies and Data Science)
- Division C : 天文教育、アウトリーチ、天文遺産 (Education, Outreach and Heritage)
- Division D : 高エネルギー現象と基礎物理学 (High Energy Phenomena and Fundamental Physics)
- Division E : 太陽と太陽圏 (Sun and Heliosphere)
- Division F : 惑星系と宇宙生物学 (Planetary Systems and Astrobiology)
- Division G : 恒星と恒星物理学 (Stars and Stellar Physics)
- Division H : 星間物質と近傍宇宙 (Interstellar Matter and Local Universe)
- Division J : 銀河と宇宙論 (Galaxies and Cosmology)

## 関連組織
- 小惑星センター (Minor Planet Center; MPC) - DivisionFの後援の下、スミソニアン天体物理観測所が運営している[5]。
- 国際彗星季報 (International Comet Quarterly; ICQ)
- 国際報時局 (Bureau International de l’Heure; BIH) - 1987年に国際地球回転事業（現国際地球回転・基準系事業）に改組。
- 天文電報中央局 (Central Bureau for Astronomical Telegrams, CBAT) - 2015年、監督していた第6委員会が解散したことにより、IAUの補助や監督から外れ、ハーバード大学地球惑星科学教室が独立して運営している[2]。

## 総会
| 回 | 開催年 | 開催地           | 開催国           |
| -- | ------ | ---------------- | ---------------- |
| 1  | 1922年 | ローマ           | イタリア         |
| 2  | 1925年 | ケンブリッジ     | イギリス         |
| 3  | 1928年 | ライデン         | オランダ         |
| 4  | 1932年 | ケンブリッジ     | アメリカ合衆国   |
| 5  | 1935年 | パリ             | フランス         |
| 6  | 1938年 | ストックホルム   | スウェーデン     |
| 7  | 1948年 | チューリッヒ     | スイス           |
| 8  | 1952年 | ローマ           | イタリア         |
| 9  | 1955年 | ダブリン         | アイルランド     |
| 10 | 1958年 | モスクワ         | ソビエト連邦     |
| 11 | 1961年 | バークレー       | アメリカ合衆国   |
| 12 | 1964年 | ハンブルク       | 西ドイツ         |
| 13 | 1967年 | プラハ           | チェコスロバキア |
| 14 | 1970年 | ブライトン       | イギリス         |
| 15 | 1973年 | シドニー         | オーストラリア   |
| 16 | 1976年 | グルノーブル     | フランス         |
| 17 | 1979年 | モントリオール   | カナダ           |
| 18 | 1982年 | パトラス         | ギリシャ         |
| 19 | 1985年 | ニューデリー     | インド           |
| 20 | 1988年 | ボルチモア       | アメリカ合衆国   |
| 21 | 1991年 | ブエノスアイレス | アルゼンチン     |
| 22 | 1994年 | ハーグ           | オランダ         |
| 23 | 1997年 | 京都             | 日本             |
| 24 | 2000年 | マンチェスター   | イギリス         |
| 25 | 2003年 | シドニー         | オーストラリア   |
| 26 | 2006年 | プラハ           | チェコ           |
| 27 | 2009年 | リオデジャネイロ | ブラジル         |
| 28 | 2012年 | 北京             | 中国             |
| 29 | 2015年 | ホノルル         | アメリカ合衆国   |
| 30 | 2018年 | ウィーン         | オーストリア     |
| 31 | 2022年 | 釜山             | 韓国             |
| 32 | 2024年 | ケープタウン     | 南アフリカ共和国 |
| 33 | 2027年 | ローマ           | イタリア         |